# Джусупов, Бекайдар
Бекайдар Джусупов (25.10.1920, аул № 3, Терень-Узякский р-а, Кзыл-Ординская обл. — 02.08.2002) — советский партийный деятель, министр юстиции Казахской ССР (1970—1984). Заслуженный юрист Республики Казахстан, почетный работник органов Прокуратуры СССР, государственный советник юстиции III класса.

## Биография
Родился 25 октября 1920 г. в ауле № 3 Терень-Узякского района (ныне Теренозекского) Кзыл-Ординской области, образование высшее юридическое.
Член ЦК КП Казахстана, депутат Верховного Совета Казахской ССР 6-10 созывов.
1933—1939 гг. — студент техникума путей сообщения. Кзыл-Орда.
Декабрь 1939 г. — управделами Кзыл-Ординского горкома КП (б) Казахстана.
В 1939 г. — был призван в армию, Октябрь 1940 г. — февраль 1941 г. — красноармеец 2 стрелкового полка, Таллин.
Февраль 1941 г. — сентябрь 1941 г. — курсант Высшего военно-политического училища г. Смоленск.
Ноябрь 1941 г. — апрель 1942 г. — политрук роты, Северо-Западный, Калининградский фронты 950-го стрелкового полка действующей армии.
Май 1942 г. — декабрь 1942 г. — помощник прокурора Алма-Атинской обл. (по другим источникам помощник прокурора в городе Кзыл-Орда)
Декабрь 1942 г. — май 1944 г. — помощник прокурора Алма-Атинской обл.
Май 1944 г. — июнь 1947 г. заместитель прокурора Талды-Курганской обл.
В 1946 г. — окончил Всесоюзный юридический заочный институт.
Июнь 1947 г. — январь 1950 г. — следователь по особо важным делам Прокуратуры Казахской ССР.
Январь 1950 г. — июнь 1952 г. — прокурор Целиноградской обл.
Июнь 1952 г. — июнь 1962 г. — первый заместитель прокурора Казахской ССР.
Июнь 1962 г. — сентябрь 1970 г. — Председатель Верховного Суда Казахской ССР.
Сентябрь 1970 г. — сентябрь 1984 г. — министр юстиции Казахской ССР
С 1984 г. на пенсии.

## Награды
- Медаль «За боевые заслуги»[2]
- 2 Ордена «Трудового Красного Знамени» (1967, …)
- Медаль «За доблестный труд. В ознаменование 100-летия со дня рождения Владимира Ильича Ленина» (1970)
- Орден «Знак Почёта» (1971][3]
- Почетная грамота Верховного Совета Казахской ССР (1971)
- Звание «Заслуженный юрист Казахской ССР» (1971)
- Орден «Дружбы народов» (1981)
- Знак Министерства юстиции «За успехи в работе» (1982)
- Орден «Отечественной Отечественной войны» 1 степени[4]

На доме № 125 по улице Тулебаева города Алма-Аты, где жил Б. Джусупов, в целях увековечения памяти ветеранов Великой Отечественной войны постановлением Акимата города Алма-Аты № 2/222 oт 22.04.2005 г. «Об увековечении памяти ветеранов Великой Отечественной войны к 60-летию Победы» решено установить в его честь мемориальную доску.
В 2007 году на центральной площади районного центра Терен-озек Кзыл-Ординской области был установлен бюст и открыта экспозиция в Центральном музее.
В 2010 году в г. Кызылорда была торжественно открыта улица имени Бекайдара Джусупова.